# Єльські системи латинізації
Єльські системи латинізації — чотири системи транскрибування китайської (мандаринського і кантонського діалектів), корейської та японської мов латинницею. Розроблена в Єльському університеті, США. Китайська система була розроблена в часи Другої світової війни, три інші — у 1960—1970-х роках.

## Корейська
Єльська система латинізації корейської мови була розроблена американським мовознавцем Самуелем Елмо Мартіном та його колегами. Її використовують переважно американські, деякі європейські та корейські лінгвісти. Ця система акцентує увагу на морфофонемічній структурі корейських слів.

### Таблиці
| Прості Голосні | Прості Голосні | Прості Голосні | Прості Голосні | Прості Голосні | Прості Голосні | Прості Голосні | Прості Голосні | Прості Голосні | Прості Голосні |
| -------------- | -------------- | -------------- | -------------- | -------------- | -------------- | -------------- | -------------- | -------------- | -------------- |
| ㅏ             | ㅓ             | ㅗ             | ㅜ             | ㅡ             | ㅣ             | ㅐ             | ㅔ             | ㅚ             | ㅟ             |
| a              | e              | o              | u/wu           | u              | i              | ay             | ey             | oy             | wi             |

| Складені голосні (дифтонги) | Складені голосні (дифтонги) | Складені голосні (дифтонги) | Складені голосні (дифтонги) | Складені голосні (дифтонги) | Складені голосні (дифтонги) | Складені голосні (дифтонги) | Складені голосні (дифтонги) | Складені голосні (дифтонги) | Складені голосні (дифтонги) | Складені голосні (дифтонги) |
| --------------------------- | --------------------------- | --------------------------- | --------------------------- | --------------------------- | --------------------------- | --------------------------- | --------------------------- | --------------------------- | --------------------------- | --------------------------- |
| ㅑ                          | ㅕ                          | ㅛ                          | ㅠ                          | ㅒ                          | ㅖ                          | ㅘ                          | ㅙ                          | ㅝ                          | ㅞ                          | ㅢ                          |
| ya                          | ye                          | yo                          | yu                          | yay                         | yey                         | wa                          | way                         | wo                          | wey                         | uy                          |

| Приголосні | Приголосні | Приголосні | Приголосні | Приголосні | Приголосні | Приголосні | Приголосні | Приголосні | Приголосні | Приголосні | Приголосні | Приголосні | Приголосні | Приголосні | Приголосні | Приголосні | Приголосні | Приголосні |
| ---------- | ---------- | ---------- | ---------- | ---------- | ---------- | ---------- | ---------- | ---------- | ---------- | ---------- | ---------- | ---------- | ---------- | ---------- | ---------- | ---------- | ---------- | ---------- |
| ㄱ         | ㄲ         | ㅋ         | ㄷ         | ㄸ         | ㅌ         | ㅂ         | ㅃ         | ㅍ         | ㅈ         | ㅉ         | ㅊ         | ㅅ         | ㅆ         | ㅎ         | ㄴ         | ㅁ         | ㅇ         | ㄹ         |
| k          | kk         | kh         | t          | tt         | th         | p          | pp         | ph         | c          | cc         | ch         | s          | ss         | h          | n          | m          | ng/ŋ       | l          |